# Elizabeth Burgos
Elizabeth Burgos (Valencia, Venezuela, 1941) es una historiadora y antropóloga de nacionalidad francesa y venezolana especializada en etnopsicoanálisis, ganadora del Premio Casa de las Américas en 1983.

## Biografía
De joven abandonó las comodidades familiares para sumarse a los movimientos de izquierda en los años sesenta. Así conoció al que sería su futuro esposo -del que terminaría separándose-, Régis Debray, quien había acudido a Venezuela para entrevistar a Douglas Bravo. 
Sus luchas por Latinoamérica la llevaron a Colombia, Ecuador, Perú (donde fue detenida por sus supuestas vinculaciones con movimientos de izquierda) y a Chile, donde colaboró con Salvador Allende. Participó en la Conferencia Tricontinental de La Habana (1966). 
Encabezó una campaña internacional por la liberación de su esposo, detenido y condenado a 30 años de cárcel en Bolivia, después de –según la versión de John Lee Anderson– delatar la ubicación del Che Guevara. 

## Posicionamientos
Burgos se alejó de la agitada vida revolucionaria y se instaló en Francia. Allí fue directora de la Casa de América Latina de París y agregada cultural de Francia en Madrid, además de directora del Instituto Cultural Francés de Sevilla.
Firmó, junto a otros personajes como Isabel Allende y Costa-Gavras, una proclama exigiendo a las FARC la liberación de Íngrid Betancourt.

## Libros
Investigadora de L'École des hautes études en sciences sociales, de París (EHESS), esta ensayista es autora de gran cantidad de libros. 
En 1982 lanzó a la fama a la indígena Rigoberta Menchú con un libro nacido de una entrevista: Me llamo Rigoberta Menchú y así me nació la conciencia (siglo XXI, 1982; Premio Casa de las Américas 1983). Esta obra jugaría un papel fundamental en el Premio Nobel de la Paz que ganó la guatemalteca. 
Años después repitió el ejercicio con Daniel "Benigno" Alarcón Ramírez, compañero de Fidel Castro y del Che Guevara en la Sierra Maestra: Memorias de un soldado cubano (Tusquets, 1997).

## Vida personal
De su relación con Debray nació una hija, Laurence, en 1976, quien en 2018 escribió una biografía sobre sus dos padres.